# Nudaurelia alopia
Nudaurelia alopia is een vlinder uit de familie nachtpauwogen (Saturniidae). De wetenschappelijke naam van de soort is, als Saturnia alopia, voor het eerst geldig gepubliceerd in 1849 door John Obadiah Westwood.

## Synoniemen
- Nudaurelia antigone Sonthonnax, 1901
- Antheraea intermiscens Walker, 1869
- Nudaurelia obliqua Bouvier, 1930
- Antheraea rhodophila Walker, 1869
- Nudaurelia sonthonnaxi Weymer, 1907
- Nudaurelia waterloti Bouvier, 1926